# Stanisław Chociwski
Stanisław Chociwski herbu Dąbrowa – poseł ziemi gostynińskiej na sejm koronacyjny 1576 roku.